# Зюм
Зюм или Зюм хас (на албански: Zym или Zym i Hasit, на сръбски: Зјум Хас или Зјум) е село в община Призрен, Призренски окръг, Косово. Според преброяването през 2011 г. селото е имало 1782 жители.

## География
Зюм е разположено на около 10 километра северозападно от град Призрен и на около 16 километра югоизточно от град Дяково. Тъй като се намира от дясната страна на река Бели Дрин, то географски е било свързано повече с Дяково.

## Личности
- Стефан Гечов (1873 – 1929) – католически свещеник и мисионер, проповядвал и убит в Зюм